# Begovo Razdolje
 Begovo Razdolje  falu Horvátországban, a Tengermellék-Hegyvidék megyében. Közigazgatásilag Mrkopaljhoz tartozik.

## Fekvése
Fiumétól 36 km-re keletre, községközpontjáról 4 km-re délkeletre, a horvát Hegyvidék középső részén fekszik.

## Története
A településnek 1857-ben 288, 1910-ben 355 lakosa volt. A falu a trianoni békeszerződésig Modrus-Fiume vármegye Delnicei járásához tartozott. 
A falunak 2011-ben 49 lakosa volt.

## Lakosság
| Lakosság változása | Lakosság változása | Lakosság változása | Lakosság változása | Lakosság változása | Lakosság változása | Lakosság változása | Lakosság változása | Lakosság változása | Lakosság változása | Lakosság változása | Lakosság változása | Lakosság változása | Lakosság változása | Lakosság változása | Lakosság változása |
| ------------------ | ------------------ | ------------------ | ------------------ | ------------------ | ------------------ | ------------------ | ------------------ | ------------------ | ------------------ | ------------------ | ------------------ | ------------------ | ------------------ | ------------------ | ------------------ |
| 1857               | 1869               | 1880               | 1890               | 1900               | 1910               | 1921               | 1931               | 1948               | 1953               | 1961               | 1971               | 1981               | 1991               | 2001               | 2011               |
| 288                | 345                | 390                | 361                | 402                | 355                | 352                | 376                | 335                | 305                | 248                | 180                | 136                | 98                 | 48                 | 49                 |

## Nevezetességei
A Lourdes-i Szűzanya tiszteletére szentelt kápolnája.